# Viitna Linajärv
Linajärv (est. Linajärv (Viitna Linajärv)) – jezioro w Estonii, w prowincji Virumaa Zachodnia, w gminie Kadrina. Położone jest na południe od wsi Viitna. Ma powierzchnię 4,2 ha, linię brzegową o długości 872 m, długość 390 m i szerokość 180 m. Jest otoczone lasem. Położone jest na terenie obszaru chronionego krajobrazu Viitna (est. Viitna maastikukaitseala). Sąsiaduje z jeziorami Pikkjärv i  Nabudijärv.